# Asperdaphne
Asperdaphne is een geslacht van weekdieren uit de klasse van de Gastropoda (slakken).

## Soorten
- Asperdaphne bastowi (Gatliff & Gabriel, 1908)
- Asperdaphne bela Hedley, 1922
- Asperdaphne bitorquata (Sowerby III, 1896)
- Asperdaphne desalesii (Tenison-Woods, 1877)
- Asperdaphne elegantissima (Schepman, 1913)
- Asperdaphne esparanza (May, 1911)
- Asperdaphne laceyi (Sowerby III, 1889)
- Asperdaphne legrandi (Beddome, 1883)
- Asperdaphne moretonica (E. A. Smith, 1882)
- Asperdaphne paramoretonica B.-Q. Li & X.-Z. Li, 2014
- Asperdaphne peradmirabilis (E. A. Smith, 1879)
- Asperdaphne perissa (Hedley, 1909)
- Asperdaphne perplexa (Verco, 1909)
- Asperdaphne sculptilis (Angas, 1871)
- Asperdaphne subzonata (E. A. Smith, 1879)
- Asperdaphne suluensis (Schepman, 1913)
- Asperdaphne tasmanica (Tenison-Woods, 1877)
- Asperdaphne trimaculata Cotton, 1947
- Asperdaphne ula (Watson, 1881)
- Asperdaphne versivestita (Hedley, 1912)
- Asperdaphne vestalis (Hedley, 1903)
- Asperdaphne walcotae (Sowerby III, 1893)